# Giancarlo Badessi
Giancarlo Badessi nevének változata Badese (Lecco, 1928. szeptember 11. – Róma, 2011. december 6.) olasz karakterszínész.

## Életpályája
A lombardiai születésű Badessi eredeti szakmája könyvelő volt, csak negyvenéves korában kezdett el dolgozni a művészvilágban, előbb mint színházi színész, később mint filmszínész. Első filmes szerepei között volt 1968-ban a Bud Spencer-Terence Hill-féle Bosszú El Pasóban című makaróniwesternben egy boxmenedzser karaktere. Ugyanebből az évből említhető még Tepepa, a hős bitang című westernfilm is, ahol egy mexikói foglárt alakítva jelenik meg Badessi. Kiemelendő, hogy a film egyik főszereplője Orson Welles.
1975-ben szerepelt a több országban is betiltott Salon Kitty című Tinto Brass féle filmben. A második világháború idején játszódó film egyszerre tartalmaz drámai, erotikus, pornográf és horrorisztikus elemeket. Ugyanilyen témában, de merészebb, gyakorta visszataszítóbb megjelenéssel készült a Caligula című film, amely 1979-ben került a mozikba. A filmet óriási botrányok, perek és viták lengték körül. Ennek a filmnek a rendezői székében is Brass ült. Badessi ezúttal Claudius római császárt játszotta el.
A filmeken kívül reklámszínészként is ismert volt. 1982 után visszavonult és Rómában élt haláláig.

## Filmjei
- A Pirinyó, a Behemót és a Jófiú (Bosszú El Pasóban) (1968)
- Tepepa, a hős bitang (1969)
- Egy rendőrfelügyelő vallomása az államügyésznek (1971)
- Mi történt Solenge-zsel? (1972)
- A nagy leszámolás (1972)
- Aranyvadászok (1973)
- Egy tiszt nem adja meg magát (1973)
- Mózes, a törvényhozó (1974-1975)
- Miért ölnek meg egy bírót? (1975)
- Candide világa (1975)
- Kitty szalon (1976)
- Todo modo (rendezte: Elio Petri, 1976) ... Ventre
- Húsdarab (1977)
- Caligula (1979)